# Reggie Leach
Reginald Joseph "Reggie" Leach, född 23 april 1950 i Riverton, Manitoba, är en kanadensisk före detta professionell ishockeyspelare. Leach spelade 13 säsonger i NHL för Boston Bruins, California Golden Seals, Philadelphia Flyers och Detroit Red Wings. 1975 vann han Stanley Cup med Phildelphia Flyers och 1976 tilldelades han Conn Smythe Trophy som slutspelets mest värdefulle spelare.

## NHL
Reggie Leach valdes som tredje spelare totalt i NHL-draften 1970 av Boston Bruins efter att ha imponerat som junior i WCHL med Flin Flon Bombers. Han debuterade för Bruins i NHL säsongen 1970–71 och gjorde 2 mål och 4 assist på 23 matcher. Leach hann spela 56 matcher för Bruins säsongen 1971–72 innan han byttes bort till California Golden Seals i Oakland.
Leach gjorde 35 poäng för Golden Seals säsongen 1972–73 och 46 poäng säsongen 1973–74, men det var först efter att ha blivit bortbytt till de regerande Stanley Cup-mästarna Philadelphia Flyers inför säsongen 1974–75 som han skulle få sitt stora genombrott. Leach gjorde 45 mål och 33 assist för totalt 78 poäng på 80 matcher under sin första säsong i Philadelphia. I slutspelet gjorde han 8 mål och 2 assist för 10 poäng på 17 matcher och hjälpte Philadelphia Flyers att vinna klubbens andra raka Stanley Cup efter att man besegrat Buffalo Sabres i finalen med 4-2 i matcher.
I Flyers spelade Leach i förstakedjan med centern Bobby Clarke och vänsterforwarden Bill Barber, den så kallade "LCB-kedjan". Säsongen 1975–76 slog Leach nytt klubbrekord då han gjorde 61 mål under grundserien, vilket även gav honom segern i NHL:s målliga. I Stanley Cup-slutspelet 1976 nådde Flyers final för tredje året i rad men föll i fyra raka matcher mot Montreal Canadiens. Leach var glödhet under slutspelet och gjorde 19 mål på 16 matcher, vilket var nytt NHL-rekord för flest antal mål under ett slutspel. vilket står sig än idag, Jari Kurri har likaså 19 mål men på 18 matcher.  Trots att Leach stod på den förlorande sidan i finalen tilldelades han Conn Smythe Trophy som slutspelets mest värdefulle spelare.
Leach skulle aldrig nå upp till samma poängmässiga höjder igen som under säsongen 1975–76, men säsongen 1979–80 nådde han 50-målsstrecket för andra gången under sin NHL-karriär.
Inför säsongen 1982–83 skrev Leach på som free agent för Detroit Red Wings. Det blev en säsong i Red Wings och 32 poäng på 78 matcher innan han lade skridskorna på hyllan. På 934 matcher i NHL:s grundserie gjorde Leach 381 mål och 285 assist för sammanlagt 666 poäng. I slutspelet gjorde han 47 mål och 22 assist för 69 poäng på 94 matcher.

## Meriter
- Stanley Cup – 1975
- Vinnare av NHL:s målliga – 1975–76
- Conn Smythe Trophy – 1976
- NHL Second All-Star Team – 1975–76

## NHL-rekord
- Flest antal gjorda mål i ett Stanley Cup-slutspel – 19, 1976. Delat med Jari Kurri.

## Statistik
MJHL = Manitoba Junior Hockey League

### Klubbkarriär
| 1966–67      | Flin Flon Bombers       | MJHL         | 45  | 67  | 46  | 113 | 118 | 14 | 18 | 12 | 30 | 15 |
| 1966–67      | Flin Flon Bombers       | Memorial Cup | —   | —   | —   | —   | —   | 6  | 6  | 1  | 7  | 11 |
| 1967–68      | Flin Flon Bombers       | WCHL         | 59  | 87  | 44  | 131 | 208 | 15 | 12 | 3  | 15 | 48 |
| 1968–69      | Flin Flon Bombers       | WCHL         | 22  | 36  | 10  | 46  | 49  | 18 | 13 | 8  | 21 | 0  |
| 1969–70      | Flin Flon Bombers       | WCHL         | 57  | 65  | 46  | 111 | 168 | 17 | 16 | 11 | 27 | 50 |
| 1970–71      | Boston Bruins           | NHL          | 23  | 2   | 4   | 6   | 0   | 3  | 0  | 0  | 0  | 0  |
| 1970–71      | Oklahoma City Blazers   | CHL          | 41  | 24  | 18  | 42  | 32  | —  | —  | —  | —  | —  |
| 1971–72      | Boston Bruins           | NHL          | 56  | 7   | 13  | 20  | 12  | —  | —  | —  | —  | —  |
| 1971–72      | California Golden Seals | NHL          | 17  | 6   | 7   | 13  | 7   | —  | —  | —  | —  | —  |
| 1972–73      | California Golden Seals | NHL          | 76  | 23  | 12  | 35  | 45  | —  | —  | —  | —  | —  |
| 1973–74      | California Golden Seals | NHL          | 78  | 22  | 24  | 46  | 34  | —  | —  | —  | —  | —  |
| 1974–75      | Philadelphia Flyers     | NHL          | 80  | 45  | 33  | 78  | 63  | 17 | 8  | 2  | 10 | 6  |
| 1975–76      | Philadelphia Flyers     | NHL          | 80  | 61  | 30  | 91  | 41  | 16 | 19 | 5  | 24 | 8  |
| 1976–77      | Philadelphia Flyers     | NHL          | 77  | 32  | 14  | 46  | 23  | 10 | 4  | 5  | 9  | 0  |
| 1977–78      | Philadelphia Flyers     | NHL          | 72  | 24  | 28  | 52  | 24  | 12 | 2  | 2  | 4  | 8  |
| 1978–79      | Philadelphia Flyers     | NHL          | 76  | 34  | 20  | 54  | 20  | 8  | 5  | 1  | 6  | 0  |
| 1979–80      | Philadelphia Flyers     | NHL          | 76  | 50  | 26  | 76  | 28  | 19 | 9  | 7  | 16 | 6  |
| 1980–81      | Philadelphia Flyers     | NHL          | 79  | 34  | 36  | 70  | 59  | 9  | 0  | 0  | 0  | 2  |
| 1981–82      | Philadelphia Flyers     | NHL          | 66  | 26  | 21  | 47  | 18  | —  | —  | —  | —  | —  |
| 1982–83      | Detroit Red Wings       | NHL          | 78  | 15  | 17  | 32  | 13  | —  | —  | —  | —  | —  |
| 1983–84      | Montana Magic           | CHL          | 76  | 21  | 29  | 50  | 34  | —  | —  | —  | —  | —  |
| NHL totalt   | NHL totalt              | NHL totalt   | 934 | 381 | 285 | 666 | 387 | 94 | 47 | 22 | 69 | 22 |
| WCJHL totalt | WCJHL totalt            | WCJHL totalt | 138 | 188 | 100 | 288 | 425 | 50 | 41 | 22 | 63 | 98 |
| CHL totalt   | CHL totalt              | CHL totalt   | 117 | 45  | 47  | 92  | 66  | —  | —  | —  | —  | —  |

### Internationellt
| År     | Lag    | Turnering |   | Matcher | Mål | Assist | Poäng | Utv |
| ------ | ------ | --------- | - | ------- | --- | ------ | ----- | --- |
| 1976   | Kanada | CC        | 6 | 1       | 1   | 2      | 4     |     |
| Totalt | Totalt | Totalt    | 6 | 1       | 1   | 2      | 4     |     |